# 平湖街道 (马鞍山市)
平湖街道，是中华人民共和国安徽省马鞍山市雨山区下辖的一个乡镇级行政单位。

## 行政区划
平湖街道下辖以下地区：
一村社区、明渠社区、湖西社区和西苑社区。